# یواس‌اس میلدجویل (پی‌اف-۹۸)
یواس‌اس میلدجویل (پی‌اف-۹۸) (به انگلیسی: USS Milledgeville (PF-98)) یک کشتی بود که طول آن ۳۰۳ فوت ۱۱ اینچ (۹۲٫۶۳ متر) بود.